# Тарасов, Владимир Сергеевич
Влади́мир Серге́евич Тара́сов (1919, станица Архонская Сунженского отдела Терской области, ныне в Пригородном районе Республики Северная Осетия— Алания Российской Федерации — ?) — советский инженер. Лауреат Ленинской премии (1965). Участник Великой Отечественной войны. Воинское звание: старшина.

## Биография
Родился в 1919 году в станице Архонская
До войны поступил в вуз, с незаконченным высшим образованием призван в 1941 году.
В годы Великой Отечественной на фронте с 1944, старшина  410 минометного полка  (в составе действующей армии воинская часть: 03.11.1944 — 08.05.1945) 41 гвардейской минометной бригады ( 410 минп 41 минбр 1 адп). Награждён медалью  «За боевые заслуги» за подвиг в марте 1945 года, орденом Красной Звезды в мае 1945-го.
После войны вернулся в вуз и окончил Северо-Кавказский горнометаллургический институт в 1949 годе.
После вуза дипломированный специалист отправляется в Мончегорск.
С 1949 — на комбинате «Североникель», с осени 1973 — в г. Рязань.

## Награды, поощрения
Медаль «За боевые заслуги» (1945). Орден Красной Звезды
Лауреат Ленинской премии (1965) — за участие в работе по интенсификации процессов и усовершенствованию технологии производства никеля и кобальта из сульфидных руд.
Выписка из Постановления от 21 апреля 1965 года г. Москва Комитета по Ленинским премиям в области науки и техники при Совете Министров СССР:
…Присудить Ленинскую премию 1965 года за наиболее выдающиеся работы в области техники:
…Познякову Владимиру Яковлевичу — главному инженеру комбината «Североникель», руководителю работы;
Лешке Георгию Павловичу — директору;
Борисову Николаю Фёдоровичу и Рябко Георгию Тимофеевичу — начальникам цехов;
Жилкину Владимиру Борисовичу — начальнику отделения;
Захарову Михаилу Ивановичу — заместителю начальника отдела;
Иголкину Михаилу Петровичу — мастеру;
Карапетяну Сурену Карповичу — главному энергетику;
Крылову Анатолию Сергеевичу и Попову Олегу Андреевичу — техническим руководителям цехов;
Тарасову Владимиру Сергеевичу — заместителю главного инженера; работникам того же комбината;
Рачинскому Якову Давыдовичу — главному инженеру проекта института «Гипроникель».